# Frullania repandistipula
Frullania repandistipula là một loài rêu tản trong họ Jubulaceae. Loài này được Sande Lac. miêu tả khoa học lần đầu tiên năm 1853.